# Damien Abad
Pour les articles homonymes, voir Abad.
Damien Abad, né le 5 avril 1980 à Nîmes (Gard), est un homme politique français.
Successivement membre de l'UDF, du Nouveau Centre puis de l'UMP devenue LR, il est conseiller municipal de Vauvert (Gard) de 2008 à 2010, député européen de 2009 à 2012, conseiller régional de Rhône-Alpes de 2010 à 2015 et président du conseil départemental de l'Ain de 2015 à 2017.
Élu député en 2012 dans la 5e circonscription de l’Ain et réélu en 2017, il préside le groupe Les Républicains à l'Assemblée nationale à partir de 2019.
En 2022, il se rapproche de la majorité présidentielle d'Emmanuel Macron, quitte la tête du groupe LR ainsi que le parti, puis est nommé ministre des Solidarités, de l'Autonomie et des Personnes handicapées dans le gouvernement Élisabeth Borne. Il est réélu député de l’Ain au second tour des élections législatives.
À la suite de plusieurs accusations et de plaintes pour viol (dont certaines avec soumission chimique) après sa nomination, il est démis de sa fonction de ministre, le 4 juillet 2022, à l'occasion du remaniement du gouvernement post-législatives, et son immunité parlementaire est levée par une décision à l'unanimité du bureau de l'Assemblée nationale en 2023.
En 2024, à la suite de la dissolution de l'Assemblée nationale, il ne reçoit pas l'investiture Renaissance et est éliminé dès le premier tour des élections législatives.

## Famille et études
Ses parents sont installés à Aubord (Gard). Son père est responsable des achats dans une grande entreprise, et issu d'une famille qui avait fui l'Espagne de Franco. Sa mère est assistante sociale et professeur de gymnastique volontaire. Amateur de sport, il est supporter du Nîmes Olympique.
Ancien élève du collège la Vallée verte et du lycée Alphonse-Daudet, major de Sciences Po Bordeaux (2002), diplômé de Sciences Po Paris (2004), il échoue deux fois au grand oral de l'ENA.
Atteint d'arthrogrypose, une maladie congénitale, il est parfois considéré comme une personnalité incarnant la diversité en raison de son handicap physique. Il est présenté par de nombreux médias comme le seul député de la XVe législature porteur de handicap,.

## Parcours politique

### Débuts
Il devient chargé d’études sur les questions budgétaires et fiscales au groupe UDF en mars 2006 puis au groupe Nouveau Centre à l’Assemblée nationale.
Candidat aux élections législatives de 2007 dans la 5e circonscription des Yvelines, il réalise un score de 3,17 %.
En 2008, il crée le mouvement des Jeunes Centristes, un mouvement jeune rattaché au Nouveau Centre. Il en est le président fondateur, élu à la quasi-unanimité en mai 2008, lors du congrès fondateur du Nouveau Centre à Nîmes. Il quitte cette fonction pour assumer celle de Secrétaire général adjoint du Nouveau Centre dans le courant de l’année 2010.

### Mandats locaux
Ayant rencontré Gérard Gayaud par l'entremise d'Yvan Lachaud, il est élu conseiller municipal de Vauvert sur la liste de ce dernier lorsqu'il devient maire en 2008.
Il est élu conseiller régional de Rhône-Alpes, et démissionne alors de son mandat municipal à Vauvert. Au conseil régional, il siège à commission thématique « Emploi, économie, économie sociale et solidaire et innovation sociale » et à la Commission « Sport et Jeunesse ».
Le 2 avril 2015, il est élu président du conseil départemental de l'Ain. Élu député en 2017, il abandonne la présidence pour respecter la loi sur le cumul des mandats — Jean Deguerry lui succède —, tout en restant conseiller départemental.

### Député européen
Aux élections européennes de juin 2009, il est élu député européen, sur la liste de la majorité présidentielle, dans la circonscription Sud-Est. Il doit sa place éligible sur la liste d'alliance entre l'UMP et son parti à l'insistance d'Hervé Morin, président du Nouveau Centre — qui dit en avoir « fait un symbole » —, face aux réticences de l'UMP. Il devient ainsi, à 29 ans, le benjamin des eurodéputés français et le plus jeune parlementaire français en exercice. Il est l'un des plus jeunes élus du Parlement européen.
Dans le cadre de son mandat européen, il intervient régulièrement sur les questions d’économie, en particulier en matière de politique industrielle, services sociaux d’intérêt général et défense des consommateurs. Président fondateur de l’Intergroupe « Jeunesse », il est, au sein du Parlement européen, membre de deux commissions législatives : la commission des budgets ainsi que la commission du marché intérieur et de la protection des consommateurs.

### Au sein de l'UMP et LR
En novembre 2009, il est désigné tête de liste de la majorité présidentielle (UMP et partis proches) dans le département de l’Ain.
Il rejoint l'UMP en mai 2012[réf. nécessaire].
Il soutient Bruno Le Maire pour la primaire de la droite et du centre de 2016. En septembre 2016, il est nommé avec cinq autres personnalités porte-parole de sa campagne de la primaire. Après la désignation de François Fillon comme candidat de la droite et du centre lors de cette primaire, il lui apporte son soutien indéfectible, et ce même après la survenue de l'affaire Fillon, devenant son porte-parole jusqu'à sa défaite au soir du premier tour des présidentielles.
Il parraine Laurent Wauquiez pour le congrès des Républicains de 2017, scrutin lors duquel est élu le président du parti. Dans la foulée de cette élection, il est nommé troisième vice-président des Républicains.
Il soutient Xavier Bertrand en vue de l'élection présidentielle de 2022 et plaide pour que son parti se dispense d’une primaire,. Après son élimination du premier tour du congrès des Républicains de 2021, il se rallie à Valérie Pécresse.
Il compte parmi les dirigeants LR favorables à un rapprochement avec LREM et entretient des contacts avec Thierry Solère à l’Élysée, au point d’être soupçonné de négocier une place au gouvernement,. Pressenti pour rejoindre LREM, et sommé par Christian Jacob d'éclaircir sa situation, il annonce le 19 mai 2022 qu'il quitte la présidence du groupe LR à l'Assemblée nationale et qu'il se met en retrait de sa formation politique.

### Député de l'Ain
Lors des élections législatives 2012, il est candidat dans la nouvelle 5e circonscription de l'Ain, investi par l'UMP. Il obtient 31,81 % des voix lors du premier tour, puis est élu avec 56,40 % des voix au deuxième tour face à la candidate socialiste Josiane Exposito,. Il rejoint alors la commission des Affaires économiques.[réf. souhaitée]
Lors de la séance d'élection du président de l'Assemblée nationale, le 26 juin 2012, il est secrétaire de séance, étant un des six plus jeunes députés de France.
Il est réélu député en juin 2017, pour la XVe législature de la Cinquième République française. Le 21 juin, il est candidat à la présidence du groupe LR à l'Assemblée nationale face à Christian Jacob ; ce dernier est finalement réélu en recueillant 62 voix au second tour, contre 32 pour Damien Abad,. Il devient premier vice-président du groupe.
Après l'élection de Christian Jacob comme président des Républicains le 13 octobre 2019, il se porte candidat à sa succession à la présidence du groupe LR à l'Assemblée nationale. Alors qu'Olivier Marleix part favori, Damien Abad sort en tête du premier tour, avec 34 voix contre 20 pour Olivier Marleix, puis l'emporte au second tour avec 64 voix contre 37 à ce dernier. Selon Contexte, alors que « les anciens clivages entre « sarkozystes », « fillonistes » et « juppéistes » n’ont plus cours dans le groupe », Damien Abad a présenté « un profil qui rassure les députés de l’ancienne génération, sans le couper des nouveaux élus de 2017, qui forment une moitié du groupe ». Le média en ligne souligne également « son positionnement d’homme indépendant », qui « ne doit rien à Christian Jacob », tandis qu'Olivier Marleix a souffert d'un entrefilet paru dans Le Canard enchaîné, le présentant comme le candidat de ce dernier.
Lors des élections municipales de 2020, il affirme qu'« il n’y a pas d’alliances politiques possibles » entre LR et LREM.
Alors que LREM n'avait pas investi de candidat face à lui dans sa circonscription et qu'il venait de se mettre en congé des Républicains, ceux-ci donnent leur investiture le 19 mai 2022 à Julien Martinez, conseiller municipal d'Oyonnax.
Au soir du premier tour des élections législatives, le 12 juin 2022, il arrive en tête dans la 5e circonscription de l'Ain avec 33,38 % des suffrages exprimés, et se retrouve donc en ballottage devant la candidate de la NUPES, Florence Pisani qui a obtenu 23,54 % des suffrages exprimés. Il est réélu au second tour avec 57,86 % des suffrages exprimés alors que la coalition Ensemble dont il se réclame perd la majorité absolue à l'Assemblée nationale.

### Ministre des Solidarités
Le 20 mai 2022, il est nommé ministre des Solidarités, de l'Autonomie et des Personnes handicapées du gouvernement Élisabeth Borne. Deux portefeuilles, auparavant distincts, ont désormais été regroupés en un seul ministère qui assure la gestion de la vieillesse et du handicap, action saluée par l’Association des directeurs au service des personnes âgées (AD-PA) et la Fédération nationale des associations de directeurs d’établissements et services pour personnes âgées (FNADEPA).
Dès sa nomination, l'association Unapei adresse un communiqué à l'attention du ministre en signalant que le secteur du handicap est dans un véritable état d’urgence. L'association demande la mise en place de moyens supplémentaires pour la prise en charge des personnes handicapées tout en soutenant leur autonomie avec une protection sociale, une filière de formation adaptée pour les soignants, l'investissement dans la recherche, tout en faisant de la protection juridique des majeurs une véritable politique publique. De son côté, le Collectif Handicaps (qui regroupe 52 associations nationales autour du handicap) demande, dès le même jour au nouveau ministre que « le chantier de la 5e branche Autonomie soit une priorité de ce quinquennat pour en assurer le financement et développer de nouveaux droits pour les personnes en situation de handicap, âgées, et leurs proches aidants, notamment via la création d'une prestation universelle d'autonomie ».
Avant sa nomination comme ministre, Damien Abad est partisan de l’individualisation de l’allocation aux adultes handicapés (AAH) afin de permettre « davantage d’autonomie financière au sein du couple ».
Accusé de viols par quatre femmes différentes et visé par une enquête pour « tentative de viol », il est démis de ses fonctions le 4 juillet 2022 à l'occasion du remaniement du gouvernement Élisabeth Borne et remplacé par Jean-Christophe Combe, directeur général de la Croix-Rouge française,.

### Après le gouvernement
Six mois après son départ du gouvernement, en décembre 2022, Damien Abad prend la présidence du groupe d'amitié France-Liban à l'Assemblée Nationale.
En 2024, à la suite de la dissolution de l'Assemblée Nationale, il ne reçoit pas l'investiture Renaissance, se présente sous l'étiquette Divers Droite et, n'ayant recueilli les voix que de 18,73% des électeurs s'étant exprimés, il est éliminé dès le premier tour des élections législatives.
Le 4 novembre 2024, il est nommé vice-président chargé de la démographie médicale et de la santé au conseil départemental de l'Ain.

## Affaires judiciaires

### Accusations

#### Deux premières femmes
Le 21 mai 2022 — lendemain de sa nomination dans le gouvernement Élisabeth Borne —, Mediapart révèle la mise en cause de Damien Abad par deux femmes pour deux viols présumés qui seraient survenus en 2010 et sous soumission chimique pour l'une et en 2011 pour l'autre.
La deuxième femme, vice-présidente des Jeunes démocrates à Paris au moment des faits allégués, a déposé une première plainte en 2012, classée sans suite pour « carence de la plaignante » selon le parquet de Paris. Elle a déposé une seconde plainte en 2017, également classée sans suite après une enquête préliminaire « faute d’infraction suffisamment caractérisée ».
Cette enquête de Mediapart fait suite à une lettre de témoignage adressée le 13 mai par la première femme, qui a décidé de rester anonyme et de ne pas déposer de plainte, à l'association Observatoire des violences sexistes et sexuelles en politique. Cette association transmet le 16 mai un signalement aux responsables des deux partis Les Républicains et Renaissance, ainsi qu'au procureur de la République.
Dans une lettre de réponse publiée par Mediapart, le ministre rejette ces accusations et « affirme avec force que les relations sexuelles qu’il a pu avoir ont toujours reposé sur le principe du consentement mutuel ». Il affirme que son handicap rend impossible un certain nombre des actes qui lui sont reprochés,, les deux femmes qui se disent victimes affirment de leur côté qu’il se sert de son handicap pour les faire culpabiliser,.
Christophe Castaner, président du groupe LREM, dément avoir reçu ce signalement. Stanislas Guerini, délégué général du parti, affirme l'avoir découvert le 21 mai seulement. La Première ministre Élisabeth Borne assure qu'elle a découvert l'existence du signalement dans l’article de Mediapart, cependant son cabinet aurait été informé la veille et le matin du jour de publication de l'article.

#### Troisième femme
Le 14 juin 2022, Mediapart révèle l'existence d'une troisième accusation contre Damien Abad, venant d'une élue de la droite et du centre.
Celle-ci, nommée Laëtitia, décrit une tentative de viol, accusation à laquelle s'ajoutent plusieurs témoignages décrivant « un élu se sentant « tout-puissant », qui aurait eu des gestes et propos « déplacés » dans le cadre professionnel, notamment à l’égard de femmes de son parti au statut inférieur »,.
À l’issue d’un dîner organisé au Ministère de la Défense par Hervé Morin, Damien Abad aurait invité un petit groupe d'élus, dans lequel se trouvait Laëtitia, à une soirée privée chez lui, dans le Quartier latin à Paris. Il lui aurait offert un verre avec une substance se trouvant à l'intérieur. Elle explique qu’à sa sortie des toilettes, ce soir-là, Damien Abad l’attendait « derrière la porte » en étant surexcité .
Après ce témoignage, Damien Abad dément, dénonce le « calendrier soigneusement choisi de ces publications » et la « partialité » de l'enquête du site d'informations, qui aurait selon lui une motivation « politique »,.
Le 20 juin 2022, 188 femmes (dont Adèle Haenel, Alice Coffin, Clémentine Autain et Laurence Rossignol) demandent sa démission dans une tribune publiée par Le Monde en arguant qu'il lui est désormais impossible d'incarner l'intérêt général,.
La troisième femme qui accuse Damien Abad d'avoir tenté de la violer porte plainte en justice le 27 juin 2022.
Le ministre conteste l'accusation « avec la plus grande fermeté » et annonce le même jour déposer plainte pour « dénonciation calomnieuse ».

#### Quatrième femme
Le même jour, une quatrième femme accuse Damien Abad de viol par soumission chimique en 2013.
À l'époque, elle est membre des Jeunes populaires, le mouvement jeunesse de l'UMP (ex-LR). Elle affirme que le député l'a invitée  d'une manière insistante à discuter en tête-à-tête. Après avoir bu un verre avec lui, elle dit avoir ressenti des « vertiges » avant de se réveiller totalement nue,.

### Suites judiciaires
Le 25 mai, le parquet de Paris annonce qu'il n'ouvre pas d'enquête préliminaire « en l'état », « faute d'élément permettant d'identifier la victime des faits dénoncés et, dès lors, faute de possibilité de procéder à son audition circonstanciée ». Le parquet de Paris ouvre finalement une enquête pour tentative de viol en juin 2022,.
Le 4 juillet 2022, Damien Abad est écarté du gouvernement d’Élisabeth Borne lors du remaniement post-élections législatives.
Son immunité parlementaire est levée le 24 mai 2023 par une décision à l’unanimité du bureau de l’Assemblée nationale, à la demande du parquet. En juin il est placé en garde à vue pour des faits supposés de « tentative de viol ».

#### Mise en examen en mai 2024
Le député est mis en examen le 16 mai 2024 « pour tentative de viol en 2010 » dans le cadre des faits dénoncés par la troisième victime présumée, surnommée Laëtitia.

### Affaire des barbouzes de la DGSE
Le 20 mai 2022, Libération révèle que Damien Abad apparaît dans des écoutes policières dans le cadre de l'affaire des barbouzes de la DGSE.
Damien Abad aurait cherché à obtenir des informations à propos de l'enquête visant deux de ses amis, des chefs d'entreprise surveillés dans le cadre d'un projet présumé de tentative d'assassinat contre un syndicaliste. Ignorant qu'ils sont sur écoute, il promet à ses amis de contacter la préfète du département de l'Ain pour recueillir des informations.
Damien Abad répond à Libération qu'il aurait simplement voulu se renseigner, sans volonté d’interférer dans l’enquête.

## Détail des mandats
- Vice-président au conseil départemental de l'Ain : 4 novembre 2024 - en cours
- Député de la cinquième circonscription de l'Ain : 20 juin 2012 - 9 juin 2024
- Conseiller municipal de Vauvert (Gard) : 16 mars 2008 - avril 2010
- Conseiller régional de Rhône-Alpes : 26 mars 2010 - 10 avril 2015
- Député européen de la circonscription Sud-Est : 14 juillet 2009 - 16 juin 2012
- Président du conseil départemental de l'Ain : 2 avril 2015 - 10 juillet 2017

## Synthèse des résultats électoraux

### Élections législatives
| Année | Parti       | Parti | Circonscription | 1er tour | 1er tour | 1er tour | 2d tour | 2d tour | 2d tour |
| Année | Parti       | Parti | Circonscription | Voix     | %        | Rang     | Voix    | %       | Issue   |
| ----- | ----------- | ----- | --------------- | -------- | -------- | -------- | ------- | ------- | ------- |
| 2007  |             | NC    | 5e des Yvelines | 1 343    | 3,17     | 7e       |         |         | Éliminé |
| 2012  | 5e de l'Ain | NC    | 13 231          | 31,81    | 1er      | 22 008   | 56,40   | Élu     |         |
| 2017  | 5e de l'Ain |       | LR              | 12 743   | 1er      | 35,00    | 19 383  | Élu     | 67,02   |
| 2022  | 5e de l'Ain |       | ex-LR (ENS)     | 12 034   | 1er      | 33,38    | 17 687  | Élu     | 57,86   |
| 2024  | 5e de l'Ain |       | DVD             | 9 651    | 18,73    | 3e       |         |         | Éliminé |